# 177 (nombre)
« Cent soixante-dix-sept » redirige ici. Pour l'année, voir 177.
177 (cent soixante-dix-sept ou cent septante-sept) est l'entier naturel qui suit 176 et qui précède 178.

## En mathématiques
Cent soixante-dix-sept est :
- La constante magique d'un carré magique utilisant seulement des nombres premiers de Chen :

{\displaystyle {\begin{bmatrix}17&89&71\\113&59&5\\47&29&101\end{bmatrix}}}
- Un nombre semi-premier : un produit de deux nombres premiers, nommément 3 et 59.
- Un nombre de Leyland puisqu'il peut être exprimé sous la forme 27 + 72.
- Un nombre polygonal à 60 côtés.
- Un nombre binaire équilibré : dans sa représentation binaire, il possède le même nombre de zéros et de uns.

## Dans d'autres domaines
Cent soixante-dix-sept est aussi :
- Le deuxième plus grand score possible aux fléchettes qui peut être obtenu en jetant trois fléchettes en une seule visite au pas de tir ;
- Le no  de modèle d'un avion américain, le Cessna 177 ;
- Années historiques : -177, 177 ;
- 177, un jeu vidéo de dB-SOFT (en) sorti sur NEC PC-8801 en 1986 ;
- Le numéro de la loi contre le viol au Japon ;
- Le nombre de Commandos français qui débarquèrent en Normandie le 6 juin 1944 aux côtés des alliés, sous le commandement du capitaine de frégate Philippe Kieffer ;
- un remplaçant pour le nombre 17, considéré comme malchanceux en Italie, pour Renault lors de l'exportation de la R17 – elle fut renommée R177 ;